# Kyle Sabihy
Kyle Khalid Ahmad Sabihy (ur. 28 października 1983 roku w Los Angeles w stanie Kalifornia) – amerykański aktor.

## Filmografia

### Filmy kinowe
- 1998: Niedobra (Wicked) jako Snuffy Holmes
- 1999: Depresja gangstera (Analyze This) jako Michael Sobel
- 2000: Rodzina Amati (The Amati Girls) jako Joey
- 2009: Nienarodzony (The Unborn) jako Mark Hardigan
- 2002: The Gray in Between jako Timmy
- 2002: Nawrót depresji gangstera (Analyze That) jako Michael Sobol
- 2005: Małe Ateny (Little Athens) jako Louie
- 2006: Strażnicy (The Guardians) jako Snuffy Holmes
- 2008: Bald jako Orville Beese
- 2008: Po prostu walcz! (Never Back Down) jako partner z drużyny Jake'a
- 2009: American High School jako Buzz Dick

### Seriale TV
- 1995–1997: Moda na sukces (The Bold and the Beautiful) jako Clarke 'C.J.' Garrison Jr. #5
- 1996: Gdzie diabeł mówi dobranoc (Picket Fences)
- 1997: Hiller i Diller (Hiller and Diller) jako Zane Diller
- 1999: Siódme niebo (7th Heaven) jako Jim
- 1999–2000: Norman w tarapatach (The Norm Show) jako Billy
- 1999: Pan Złota Rączka (Home Improvement) jako Gregory
- 2000: Siódme niebo (7th Heaven) jako Jim
- 2001: Go Fish jako Henry 'Krak' Krakowski
- 2003: Joan z Arkadii (Joan of Arcadia) jako Dziecko